# Левый блок (Россия)
Ле́вый бло́к — общественное движение, объединяющее активистов российских левых и крайне левых организаций. Сформировался в конце ноября 2015 года. Причиной возникновения общественного движения стало отличающееся от других партий и организаций виденье целей и организованности левой оппозиции.
12 ноября 2023 года Левый блок заявил, что прекращает вести сайт и соцсети из-за усилившихся репрессий.

## Цели и задачи Левого блока
Главной целью в Оргпринципах (Уставе) Левого блока декларируется достижение бесклассового общества, где свобода развития каждого является залогом свободного развития всех; всеобщее общественное самоуправление заменит институт государственной власти, а труд приобретёт свободный характер. Задачей Левого блока провозглашается координация деятельности оппозиционных левых сил. Левый блок объединяет в настоящее время несколько левых организаций, при этом членство в Левом блоке не обязывает его участников покидать свою собственную организацию.

## Символика
Символика Левого блока: флаг — красное полотнище с чёрной пятиконечной звездой, расположенной в центре и чёрное полотнище с красной пятиконечной звездой, расположенной в центре.
Также символикой Левого блока можно считать официальный значок, изображающий надпись «Левый блок», на фоне официального флага организации.

## Акции Левого блока

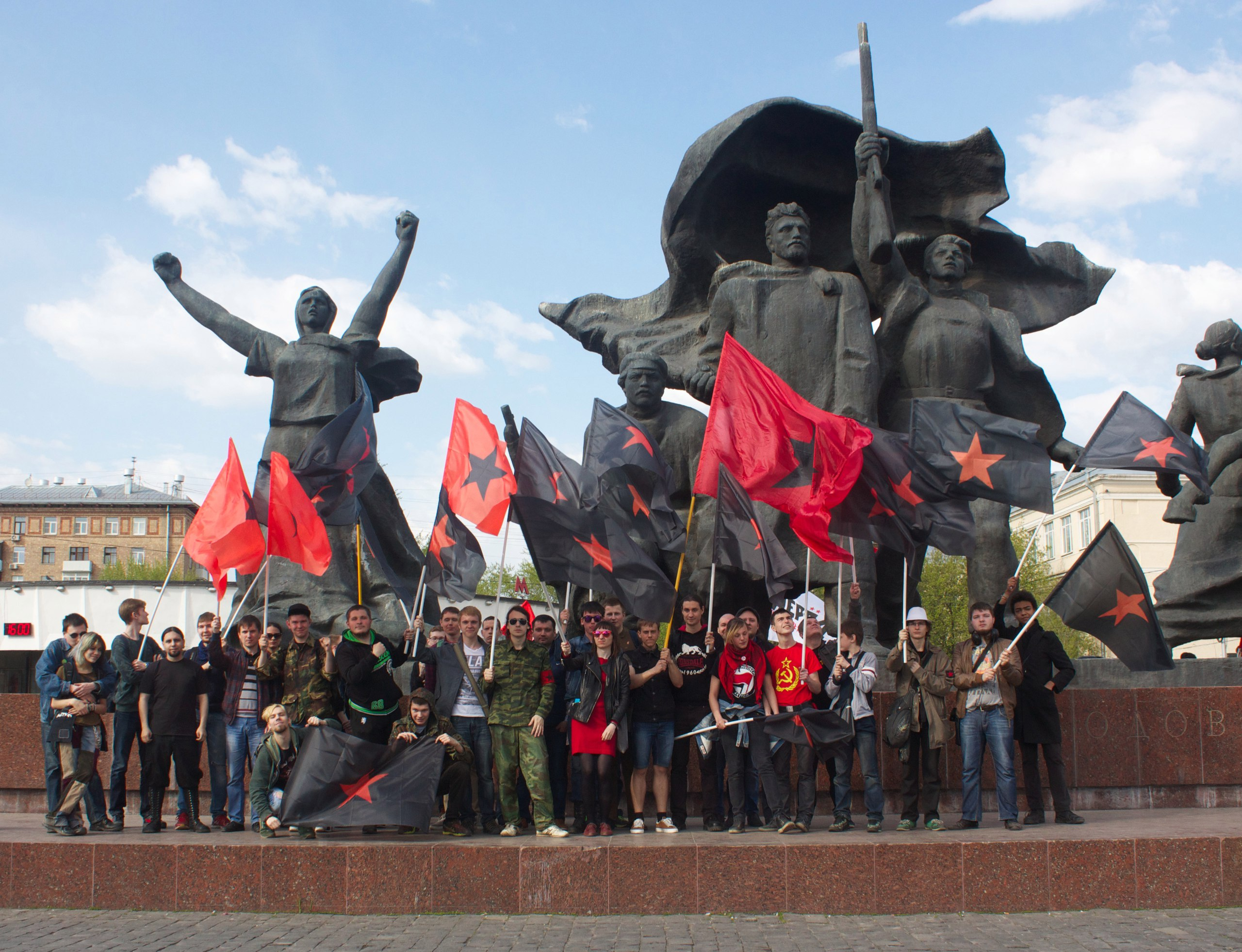
Активисты Левого блока на первомайском митинге-2016 в Москве

Левый блок проводит разнообразные санкционированные и несанкционированные митинги, пикеты, шествия. В частности, Левый блок вместе с союзниками проводит акции «Антикапитализм», призванные, по мнению организаторов, показать обществу наличие политических сил антикапиталистической направленности. Также Левый блок проводит «Школу Активиста» — просветительские семинары, книжные и киноклубы.
12 июня 2017 года, во время акции протеста в Москве, активисты блока несколько раз разворачивали в толпе, а затем вывесили на Тверской улице растяжку с надписью «Против коррупции лишь революция» и символикой анархизма и коммунизма. В ходе акции были задержаны двое активистов Левого блока. Другая группа активистов осталась на проспекте Сахарова и организовала протестующих там.
19 июля 2017 года, активисты Левого блока заблокировали офис Роскомнадзора в Москве в знак протеста против цензуры в интернете. Закрыв двери велосипедными замками, активисты раскидали листовки и повесили на табличку РКН «заглушку», подобно той, которую видят посетители заблокированных сайтов. После акции у Роскомнадзора один из координаторов Левого блока — Василий Кузьмин заявил о взломе аккаунта в соцсети «ВКонтакте».
Левый блок объявил бойкот выборам Президента России 18 марта 2018 года. 11 марта 2018 года активисты движения вывесили баннер с надписью «2018 марта — фокусы и клоуны» перед входом в здание цирка имени Никулина в Москве, на дверях.
В июне 2020 года член Левого блока Кирилл Украинцев стал одним из организаторов профсоюза «Курьер», первоначально объединявшего несколько десятков курьеров Delivery Club. В начале июля профсоюз запустил информационную кампанию, связанную с невыплатой зарплат и ухудшающимися условиями труда, а также объявил забастовку. 9 июля 2020 года профсоюз при поддержке левых организаций провёл акцию протеста возле офиса компании Mail.ru Group — головной компании Delivery club. Результатом кампании стала выплата всей задолженности по зарплатам. Профсоюз ведёт работу по привлечению новых членов, в том числе и из других сервисов доставки, а также других регионов.

## Преследование активистов Левого блока
22 августа 2016 года в Москве на съёмной квартире на Варшавском шоссе группой оперативников был задержан активист Левого блока из Ульяновска Данил Алферьев, обучавшийся в столичной аспирантуре. Оперативники доставили Алферьева в Ульяновск, где следователь предъявила ему постановление о возбуждении в отношении него уголовного дела по части 1 статьи 282 УК РФ («Возбуждение ненависти либо вражды, а равно унижение человеческого достоинства»). Дело было возбуждено за речь Алферьева на митинге КПРФ 7 ноября 2014 года в Ульяновске, на котором он спародировал выступление лидера московского отделения «Евразийского союза молодежи» Андрея Коваленко, имевшее лейтмотив «Владимир Владимирович, только приказ, мы ждём — не дождёмся вашего "фас"!». 2 ноября 2016 года Управление ФСБ по Ульяновской области возбудило в отношении Алферьева второе уголовное дело за ту же речь, уже по статье 280 УК РФ («Публичные призывы к осуществлению экстремистской деятельности»). Эксперты информационно-аналитического центра «Сова» считают, что слова Алферьева не подпадают под действие ст. 282 УК:

«…мы полагаем, что власти не составляют уязвимой социальной группы, нуждающейся в защите в виде антиэкстремистского законодательства. Вопрос о правомерности квалификации выступления Алферьева по ст. 280 УК спорен. Сделанные им призывы к противоправным действиям нельзя расценить как прямые: активист говорит о том, что распорядиться действиями молодежи должен Зюганов. Понятно, что общественная опасность обращенных к Зюганову призывов призвать молодежь к неповиновению невелика, поскольку едва ли лидер коммунистов пойдет на такой шаг» — сказано в сообщении центра «Сова»— sova-center.ru

Данил Алферьев включён в «список Росфинмониторинга».
21 февраля 2016 года во время митинга в парке «Торфянка» был задержан активист Левого блока Артём «Потолок», его доставили в ОВД Лосиноостровский. Активиста отпустили после беседы.
23 февраля 2017 года московская полиция задержала более 60 участников и гостей антивоенного музыкального фестиваля "Дезертир-фест", организованного Левым блоком и проходившем в штабе организации.
1 мая 2017 года в Москве на первомайском шествии КПРФ задержали группу веганов, а также участника Левого блока Владимира Журавлёва. Через несколько часов всех задержанных во время первомайской акции обвинили в нарушении правил проведения митингов по статье 20.2 КоАП РФ, назначив дату суда. В ноябре 2017 года Журавлёв узнал, что Тверской районный суд Москвы оштрафовал его на 10 тысяч рублей за «нарушение цели проведения мероприятия» и «пропаганду вегетарианства и нетрадиционной сексуальной ориентации».
1 июня 2017 года Данил Алферьев сообщил о завершении в его отношении делопроизводства в связи с истечением сроков для передачи дела в суд и прекращении уголовно-политического преследования.
20 июля 2017 года в Москве на Красной площади за фотографирование с лозунгом в поддержку антиглобалистов задержана активистка Левого блока Надежда Мир. У активистки был плакат «Солидарность без границ!», её отвезли в ОВД «Китай-город». Надежду Мир отпустили с протоколом по части 5 статьи 20.2 КОАП (Нарушение участником публичного мероприятия установленного порядка проведения собрания, митинга, демонстрации, шествия или пикетирования) и впоследствии оштрафовали в её отсутствие.
23 сентября 2017 года в Москве, при подходе к месту проведения акции «Антикапитализм-2017», были задержаны один из координаторов Левого блока Василий Кузьмин и активист организации Виталий Воробьёв.
25 сентября 2017 года Одинцовский городской суд арестовал на сроки от 3 до 14 суток восьмерых активистов Левого блока за попытку провести "Антикапитализм-2017" в элитном посёлке Барвиха. 6 октября Московский областной суд оставил в силе решения суда об аресте четырех из восьми арестованных активистов.
1 октября 2017 года активисты Левого блока были в числе 16 задержанных на митинге в поддержку рабочих кампании «Ингеоком», которым не выплачивают зарплаты, проходившем в Москве у здания правительства.
7 ноября 2017 года в Санкт-Петербурге на площади Ленина задержали троих активистов «Левого блока». Со слов очевидца, их «выхватили и посадили в автозак». Впоследствии активистов отпустили.
6 декабря 2017 года полицейские в Серпухове (Московская область) составили протокол на активиста «Левого блока» Станислава Кирюшкина по статье по части 5 статьи 20.2 КоАП РФ (нарушение участником порядка проведения публичного мероприятия) из-за участия в голодовке за закрытие полигона твёрдых бытовых отходов «Лесная», проходившей в бытовке неделей ранее.
Вечером 19 января в Москве у станции метро «Домодедовская» после прошедшего антифашистского марша было совершено нападение на активиста «Левого блока» Илью С.
22 февраля московский клуб «Горох» отказал «Левому блоку» в проведении антивоенного «Дезертир-феста» после звонков из Центра «Э» и ФСБ.

«Около 15 часов организаторам позвонили из дирекции клуба "Горох" и сообщили, что вчера к ним приходили сотрудники центра по борьбе с экстремизмом, которые рассказали про фестиваль, что он "анархический-экстремистский". Также предупредили, что в зале скорее всего будут сотрудники органов во время проведения фестиваля. Нас попросили подкорректировать афишу и встречу ВКонтакте, однако перезвонили через полчаса и сообщили, что концерт отменён после "звонка напрямую из ФСБ".»— zona.media
14 марта в штаб «Левого блока» и домой к активисту Владимиру Журавлёву пришли полицейские с обысками. Движение связало это с кампанией по бойкоту выборов.
1 апреля в Волоколамске после окончания митинга против мусорного полигона «Ядрово» задержали 10 участников мероприятия, в том числе пятерых активистов Левого блока.
14 апреля в Серпухове (Московская область) люди, представившиеся сотрудниками уголовного розыска, задержали активиста «Левого блока» Станислава Кирюшкина за два часа до проведения митинга против полигона твердых бытовых отходов «Лесная». Полицейские также провели осмотр квартиры Кирюшкина.
29 апреля сотрудники правоохранительных органов ворвались в офис движения «Левый блок» в Томске и задержали 10 активистов движения. При этом, сотрудники Центра «Э» в машине избили задержанного активиста Максима Шульгина, заявил юрист Алексей Прянишников. На Шульгина и активиста «Левого блока» из Северска завели уголовные дела по 282 статье УК РФ за размещение песен в социальной сети «ВКонтакте».
4 мая в Серпухове задержали пятерых участников «Левого блока», которые стояли в одиночных пикетах против полигона твердых бытовых отходов «Лесная». Впоследствии суд приговорил всех пятерых задержанных к крупным штрафам.
5 мая Левый блок принял участие в акциях протеста «Он нам не царь». Двое активистов движения были задержаны в Москве, один в Воронеже. В Санкт-Петербурге активист Левого блока был арестован на пять суток.
9 мая 23 активиста «Левого блока» были задержаны в Москве на шествии КПРФ в честь Дня Победы. Активисты вышли на мероприятие с баннером, на котором надпись «#ЭтоНеИхПобеда» сопровождалась фотоколлажом с участием Владимира Путина, Дмитрия Медведева, российских силовиков и генерала Андрея Власова.
В январе и феврале 2021 года административные аресты отбывали активисты ЛБ в разных городах России, в связи с участием в акциях протеста.
9 февраля 2021 года активист ЛБ и профсоюза «Курьер» Кирилл Украинцев получил 5 суток ареста за пост с призывом посетить суд по делу Азата Мифтахова.
В декабре 2021 года двум членам «Левого блока», Льву Скорякину и Руслану Абасову, предъявили обвинения в хулиганстве за акцию с баннером «С днём ЧКиста» возле здания ФСБ в Москве и посадили в СИЗО. В июле 2022 года обоих отпустили с запретом определённых действий. Вначале январе 2023 года Руслана Абасова объявили в розыск. 27 января 2023 года Лев Скорякин покинул Россию, его так же объявили в розыск. В июне 2023 года ГКНБ Киргизии задержали Льва Скорякина в Бишкеке. До сентября он находился в СИЗО. В сентябре, по сообщению знакомых, он делал эрзац-паспорт для миграции в Германию. Однако в октябре он перестал выходить на связь. В ноябре адвокат обнаружил его в СИЗО в Москве.

## Нападение на одного из координаторов
10 января 2017 года на одного из координаторов движения — Владислава Рязанцева было совершено нападение в центре Ростова-на-Дону, на площади перед областным правительством. 12 января было возбуждено уголовное дело по факту нападения на Рязанцева по ст. 116 УК РФ «Побои». 10 апреля в СМИ появились сообщения о задержании пятерых участников местной ячейки экстремистской организации «Misanthropic division», по версии правоохранителей, причастных к нападению. Расследование дела продолжается.

## Структура

Также использовавшийся логотип

Левый блок — это межрегиональная коалиция левых сил, куда могут входить как индивидуальные, так и коллективные участники, по принципу федерации.
Коллективным участником Левого блока может стать любая группа левых активистов как на федеральном, так и на местном уровне при условии принятия организационных принципов.
Все региональные ячейки являются равноправными и функционируют на основе координации собственных действий с учётом региональной специфики.
Тактические решения принимаются ячейками на местах с учётом местной специфики.
Стратегические решения, принятие изменений в организационных принципах и заявления от имени всей организации осуществляется Межрегиональным Советом Левого блока.